# Großstübing
Großstübing è una frazione di 356 abitanti del comune austriaco di Deutschfeistritz, nel distretto di Graz-Umgebung (Stiria). Già comune autonomo, il 1º gennaio 2015 è stato aggregato a Deutschfeistritz.